# Oulad Amghar
Oulad Amghar (franska: Oulad Amghar (CR), Oulad Amghar (Commune Rurale), arabiska: وردانة) är en kommun i Marocko.   Den ligger i provinsen Driouch och regionen Oriental, 300 km öster om huvudstaden Rabat. Antalet invånare är 6 342.